# 相馬昌胤
相馬 昌胤（そうま まさたね）は、江戸時代前期から中期の大名。相馬氏第21代当主。陸奥相馬中村藩第5代藩主。第3代藩主・相馬忠胤の次男。

## 生涯
延宝7年（1679年）12月18日、兄・貞胤が男子を残さず死去したため、末期養子として家督を相続した。同年12月26日、将軍徳川家綱に御目見する。同年12月28日、従五位下弾正少弼に叙任する。
元禄2年（1689年）3月2日、将軍徳川綱吉に召し出されて、奥詰になった。同年6月4日、側衆に転じる。同年8月21日、側衆を辞し、側用人を翌年まで務める。元禄14年（1701年）2月11日に隠居し、婿養子の叙胤（佐竹義処の次男）に家督を譲った。その後、領内の幾世橋村に屋敷を新築し、隠居生活を送る。享保13年（1728年）10月6日、幾世橋村にて68歳で死去。幾世橋の興仁寺に葬られた。
『土芥寇讎記』で当時の領内について「藩士は豊かではなく、風俗も宜しくない。だが義を守る」と評価され、昌胤の政治についても「家民心易」とされている。昌胤個人の評価としては「（学は無いように見えるが）実はある」と強調されている。

## 系譜
父母
- 相馬忠胤（実父）
- 亀姫 ー 相馬義胤の娘（実母）
- 相馬貞胤（養父）

正室
- 胤姫 ー 松平頼元の長女

子女
- 相馬尊胤（次男）
- 相馬福胤（五男）
- 品姫 ー 相馬叙胤正室、生母は胤姫（正室）
- 辰 ー 板倉勝里正室

養子
- 相馬叙胤 ー 佐竹義処の次男